# Rigobert Bonne
Pour les articles homonymes, voir Bonne.
Rigobert Bonne (1727-1794) est un géographe, ingénieur hydrographe et cartographe français né à Raucourt dans les Ardennes maitre de mathématique du XVIIIe siècle.

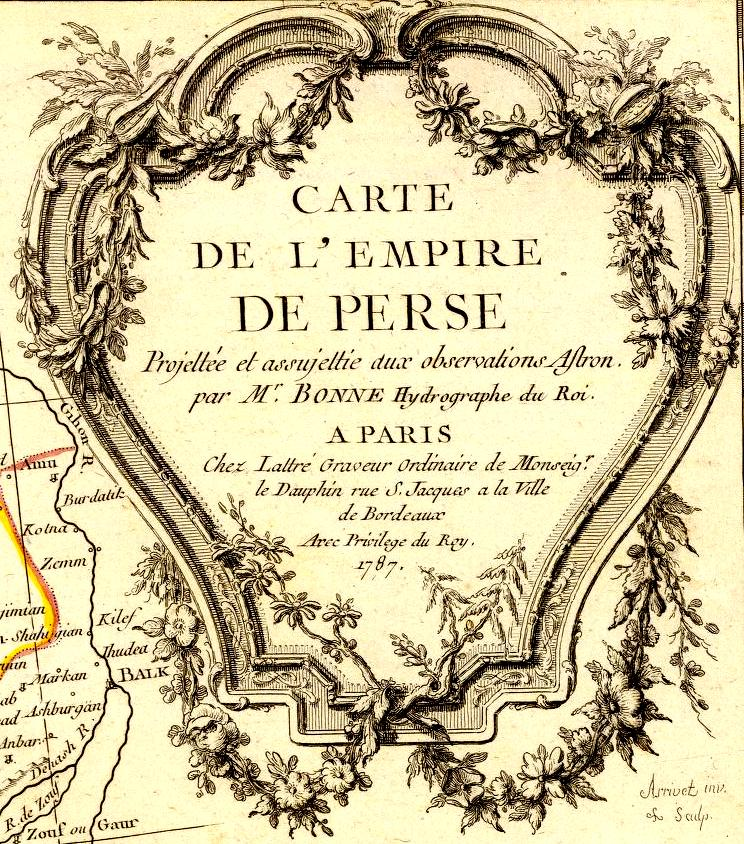

## Biographie

Carte hydro-geo-graphique des Indes Orientales en deçà et au-delà du Gange avec leur archipel, Paris 1771

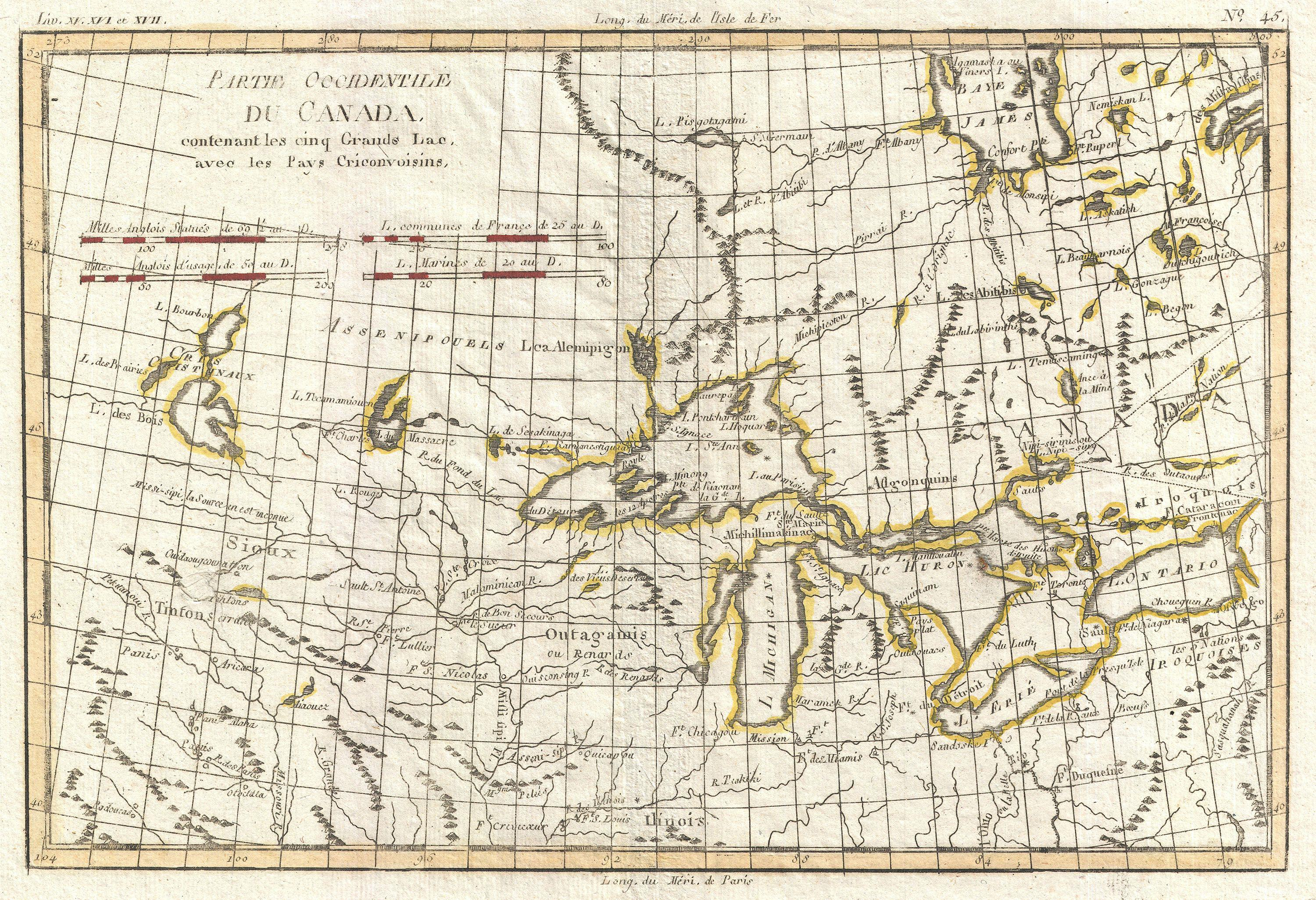
Carte des grands Lacs d'Amérique du Nord, Paris 1775

Rigobert Bonne naît dans les Ardennes à Raucourt le 6 octobre 1727. Il apprit les mathématiques sans maître et il fut ingénieur à dix-huit ans. Il servit en cette qualité dans la guerre de Flandre, où il se trouva au siège de Berg-op-Zoom en 1747.
Il s'appliqua à la physique, aux mathématiques et à la géographie et il fut durant quinze ans un des maîtres les plus recherchés de Paris. Il succède en 1775 à Giovanni Rizzi-Zannoni comme cartographe du roi de France au Service hydrographique de la Marine (le Dépôt des cartes et plans de la Marine est créé sur ordre du roi Louis XV en 1720). Le travail de Bonne représente une étape importante dans l’évolution de l’idéologie cartographique loins de l’œuvre décorative du XVIIè siècle vers une esthétique plus détaillée et pratique. En ce qui concerne le rendu de terrain, les cartes de Bonnes présentes de nombreuses similitudes stylistiques avec celles de son prédécesseur Bellin. Cependant, les cartes de Bonnes abandonnent généralement ces caractéristiques décoratives communes au XVIIIè siècle telles que la coloration à la main, les cartouches décoratives élaborées et les roses de boussoles.
Bien qu’elles se concentre principalement sur les régions côtières, le travail de Bonne est très apprécié pour ses détails, son importance historique et son attrait esthétique général.
Il fut victime d'une attaque de paralysie en 1775, dont il lui resta une infirmité pour le restant de ses jours.
Vers 1780, il définit précisément la projection qui portera alors son nom : la projection de Bonne.
Il a entre autres produit des cartes pour les ouvrages de l'abbé Raynal et pour l'Encyclopédie méthodique de Nicolas Desmarest.
Il fut victime, vers le milieu de l'année 1795, d'une hydropisie à laquelle il succomba le 2 novembre de cette année-là. Son fils Charles-Marie Rigobert dit le chevalier Bonne (25 juin 1771 - 23 novembre 1839), poursuivra son œuvre.

## Cartes de Bonne

Carte de la Suisse et ses 13 cantons

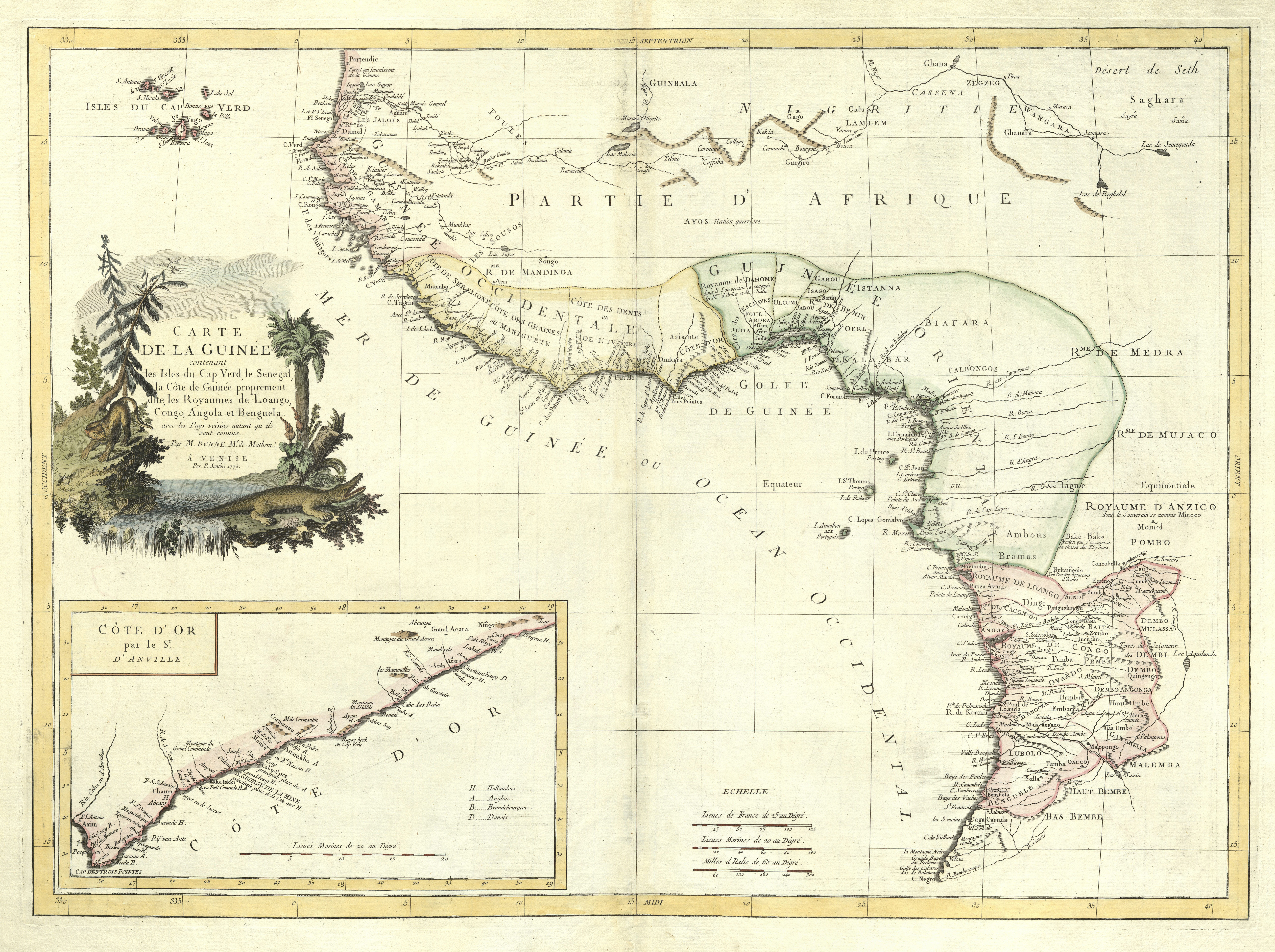
Carte de la Guinée Côte d’or (1779)